# Kaoma
Kaoma — музыкальная группа из Франции, состоящая из чернокожих выходцев из различных стран Латинской Америки. Лидером группы был продюсер и клавишник Жан-Клод Бонавентура. Солистка — Лоалва Браз.
В конце 1989 года хит группы под названием «Lambada» стал чрезвычайно популярен во Франции, Швейцарии, Германии и СССР. В начале 1990 года композиция заняла 46 место в международном и первое место в латиноамериканском хит-параде известного музыкального журнала Billboard. В 1990 году Kaoma проиграла судебный процесс, постановивший, что «Lambada» является плагиатом песни 1981 года «Llorando se fué» боливийской группы Los Kjarkas. Однако, Kaoma продолжила исполнение песни.
Браз была убита в январе 2017 года при ограблении принадлежавшей ей гостиницы. Её тело было обнаружено 19 января 2017 года в сгоревшем автомобиле, брошенном в прибрежной зоне штата Рио-де-Жанейро.

## Состав
Вокалисты:
- Лоалва Браз
- Фанья

Инструменталисты:
- Жан-Клод Бонавентура (клавишные)
- Шико Дрю (бас-гитара)
- Джеки Арконте (гитара)
- Мишель Абиссира (ударные)

Танцоры:
- Чико и Роберта

## Дискография
| Worldbeat - Год выпуска: 1989 - Sony Music Список композиций: - 01. Lambada - 02. Lambareggae - 03. Dançando Lambada - 04. Lambamor - 05. Lamba Caribe - 06. Melodie d’Amour - 07. Sindiang - 08. Sopenala - 09. Jambe Finite (Grille) - 10. Salsa Nuestra | Tribal-Pursuit - Год выпуска: 1991 - Sony Music Список композиций: - 01. Danca Tago Mago - 02. Chacha La Vie - 03. Contigo Voy - 04. Moco Do Dende - 05. CA Ka Fe Mal - 07. Enamorados - 08. Anai - 09. Ilha Do Amor - 10. Celebration | A La Media Noche - Дата выпуска: 10.11.1998 - Atoll Music Список композиций: - 01. A la Media Noche - 02. Banto - 03. Quando - 04. Idem - 05. Essa Maneira - 06. Outro Lugar (Another Star) - 07. Todo - 08. M.B.B - 09. Espanha - 10. Nou Wè - 11. Banto (Roots Version) |